# Art byzantin du verre

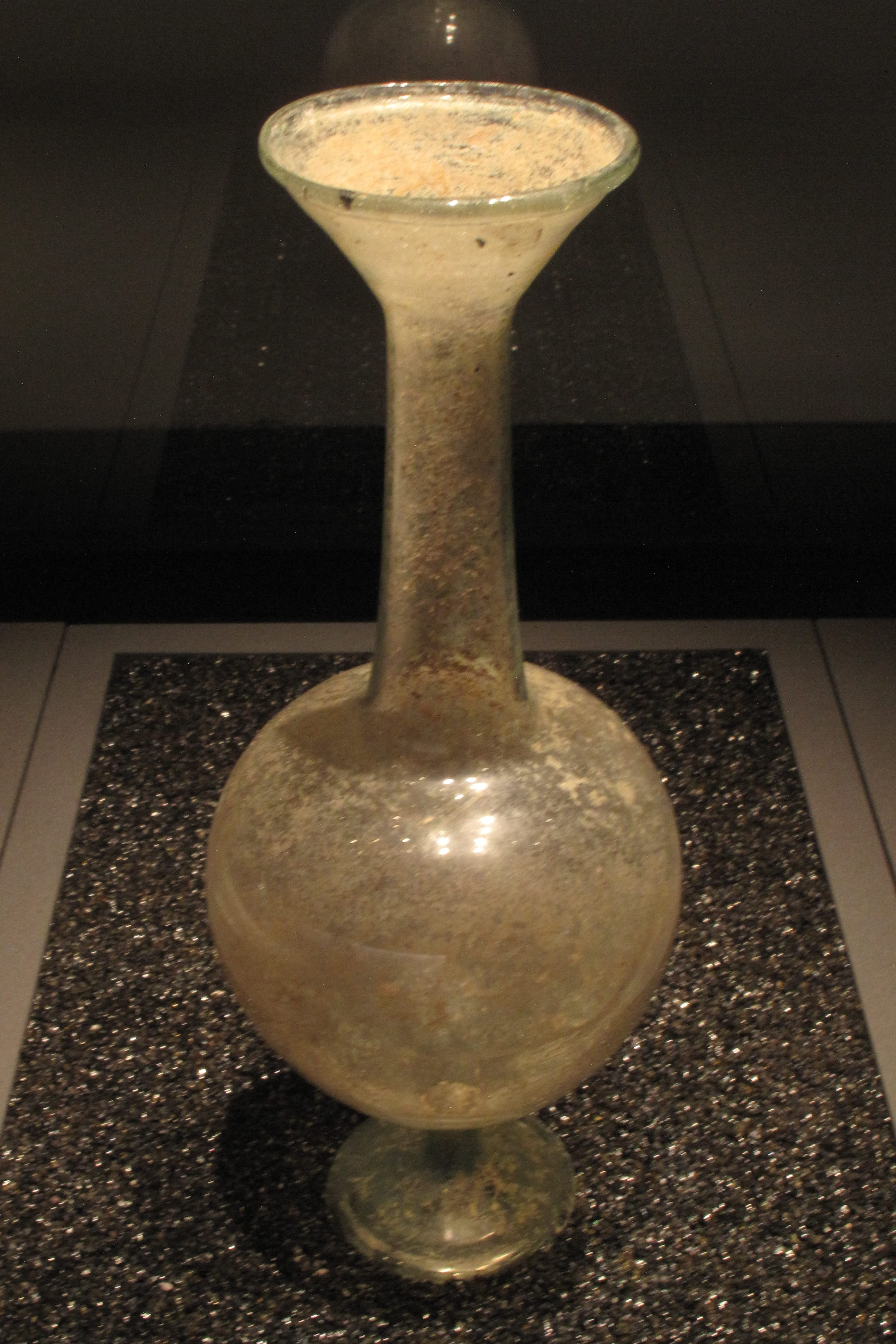
Bouteille en verre, VI (Landesmuseum Württemberg)

Les premiers objets produits par l’art byzantin du verre aux IVe siècle et Ve siècle ne se distinguent guère des objets similaires de la période hellénistique précédente soit par leur forme soit par leur utilisation. C’est au cours du Ve siècle que les souffleurs de verre byzantins, pour la plupart pratiquant leur art en Syrie et en Palestine, créent un style proprement byzantin. Après les conquêtes arabes du VIIe siècle  d’importantes quantités de verre sont importées du Levant, producteur de verre brut ou manufacturé. Si les contenants en verre continuent à être utilisés pour la conservation des liquides, l’utilisation du verre s’élargit et gagne en popularité : il sert pour la fabrication de lampes d’éclairage, comme poids et mesure, pour la fabrication de panneaux de verre ou comme tesselles pour les mosaïques et émaux.  

## Évolution

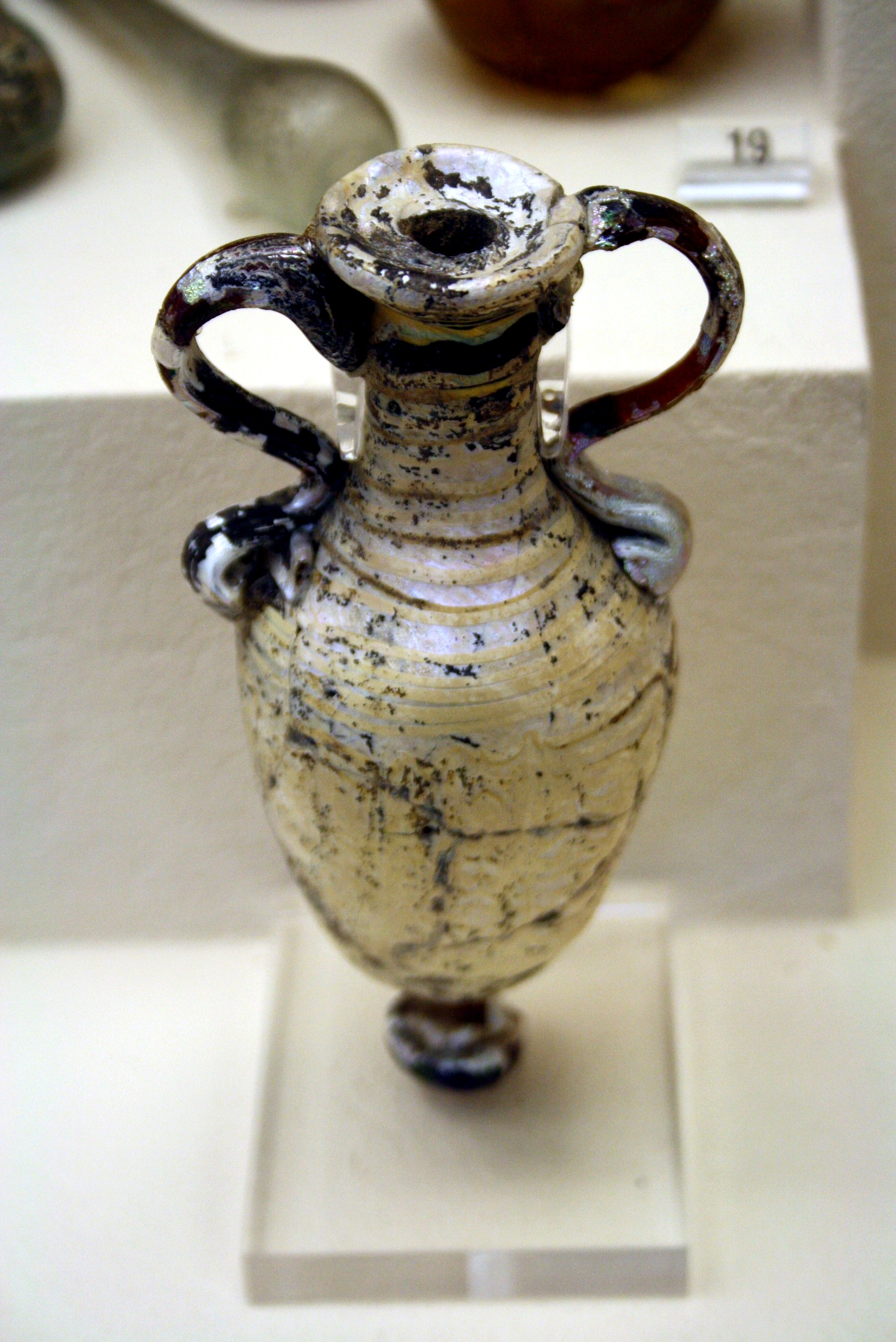
Petite amphore de la période romaine I ou II (Kerameikos Archaeological Museum, Athens)

Durant les périodes hellénistique et romaine qui précédèrent la période byzantine la production de verre se faisait avec les mêmes techniques que pendant l’Antiquité classique et la fin de l’âge du bronze; limitée à des objets de luxe destinés à l’élite de la société, la production consistait en divers récipients destinés à conserver et à verser des liquides.   La période byzantine voit l’introduction de divers objets destinés à toutes les classes de la société et devant répondre aux divers besoins de la vie quotidienne. De plus, avec l’arrivée du verre transparent et translucide, on se met à iriser ce verre pour imiter les reflets de pierres précieuses ou semi-précieuses ainsi que le cristal de roche; aux fins utilitaires s’ajoute une dimension artistique indéniable.

## Production
Les analyses chimiques ont démontré que les objets de verre byzantins étaient composés des mêmes matériaux de base que les objets de verre romains : silicates dérivés de sable, une pâte de verre ou flux, de la chaux ainsi que divers agents colorants.
La fabrication du verre chez les Romains et les Byzantins se divisait en deux phases. Dans une première étape, on convertissait le sable et son stabilisant en verre brut. Différents ateliers spécialisés chauffaient à nouveau ce produit dans une deuxième étape pour lui donner sa forme. Mais alors que les recherches archéologiques ont permis de trouver nombre de sites destinés à la fabrication du verre brut, il demeure difficile d’identifier des sites de production pour la deuxième étape. 
La plupart des sites de production au début de la période byzantine étaient situés en Syrie, en Palestine, de même qu’en Égypte. On a également découvert des fabriques de verre en Grèce (Corinthe, Thessalonique) et en Asie mineure. L’analyse chimique de poids de verre byzantins du VIe siècle a révélé qu’ils avaient été produits à Carthage ainsi que le long du Danube. Enfin, diverses sources littéraires font allusion à des sites de production de verre à Constantinople, Emese (aujourd’hui Homs en Syrie) et diverses villes d’Égypte.
Bien qu’il existât des corporations de fabricants de verre dans certaines villes, la plupart des artisans byzantins étaient des producteurs indépendants. Ces artisans pouvaient être hommes ou femmes. Un contrat encore en existence venant d’Arménie se réfère à une manufacturière de verre. 

## Style et techniques de l’art du verre

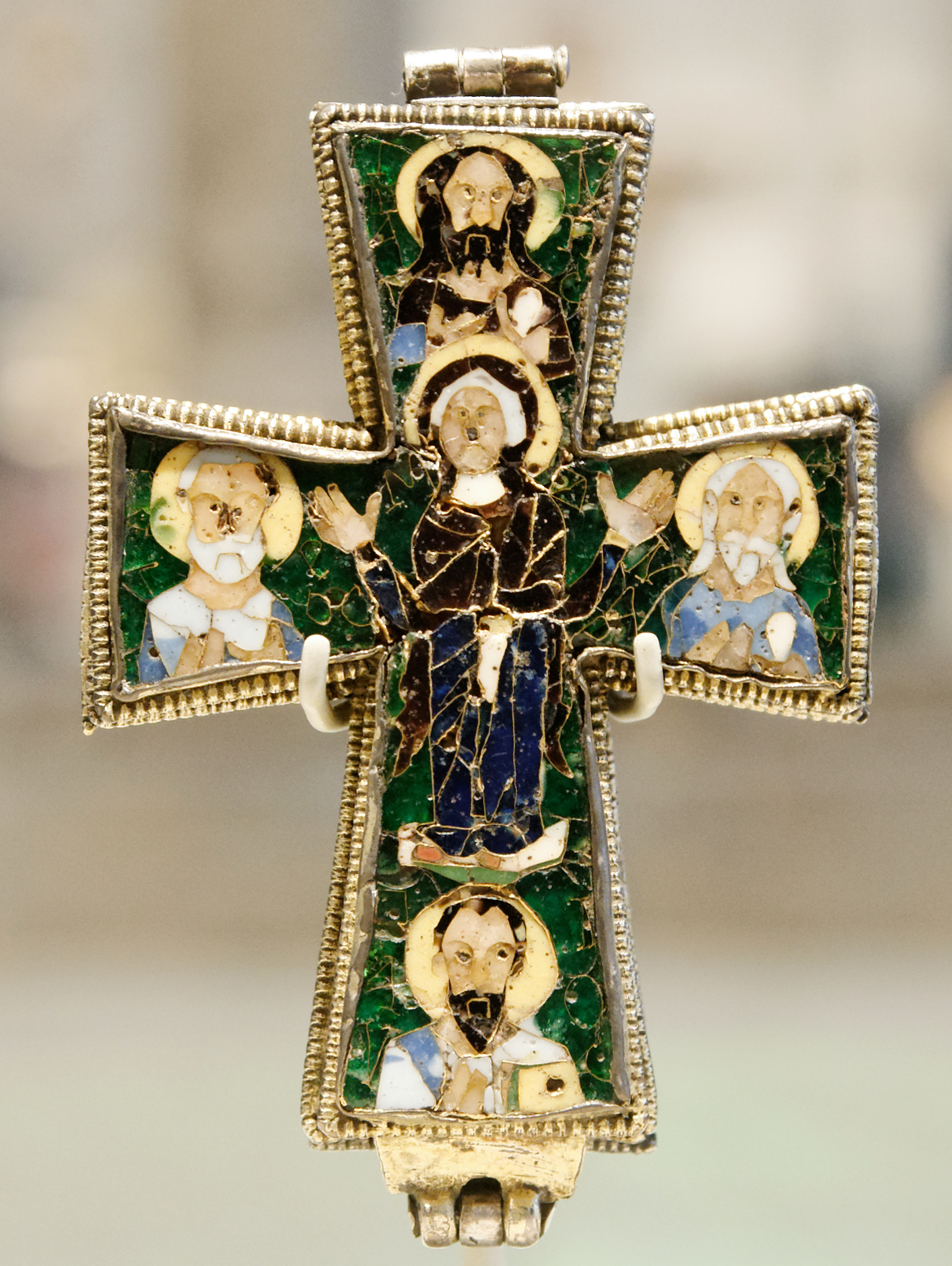
Croix de Beresford Hope, IX, (Victoria and Albert Museum, Londres)

Les formes des récipients de verre de la période byzantine ne se distinguent guère de celles de la période précédente. À partir de la fin du Ve siècle, les souffleurs de verre du Proche Orient se mirent à produire des récipients de plus grandes dimensions. Ils adoptèrent également le pied retourné. Aux VIe siècle et VIIe siècle, les récipients sont dotés d’un bec délicatement façonné en forme de « U ». Parallèlement, dès le Ve siècle commencent à disparaitre divers contenants appartenant à la période dite « classique » : bols, tasses à fond plat et gobelets ainsi que des urnes à vin sur pied avec bec trilobé.
L’une des principales innovations de l’époque byzantine est la lampe de verre. Elle  fait son apparition en Palestine dans la première moitié du IVe siècle, alors qu’elle commence  à remplacer les lampes en argile en raison de son efficacité supérieure. Au milieu du Ve siècle son utilisation se répand rapidement vers l’ouest. Originellement, la forme de ces lampes ressemblait à celle d’autres contenants à boire, bien que l’on comptât jusqu’à dix-sept formes différentes aux VIe siècle et VIIe siècle.
Avec le « Triomphe de l’Orthodoxie » en 843, se développe l’art des émaux cloisonnés faits de bandes d'or soudées à une plaque de base métallique qui forment les contours de l'image et dont les espaces creux  sont ensuite remplis par une pâte de verre colorée; de petite dimension, ils prennent la forme de médaillons et sont utilisés comme bijoux décoratifs, ou sont intégrés dans des objets ecclésiastiques comme des plats de reliure, des objets liturgiques tels que calices et patènes, ou même des couronnes royales, comme on peut le voir sur la  couronne de saint Étienne de Hongrie.

## Coloration à l’argent

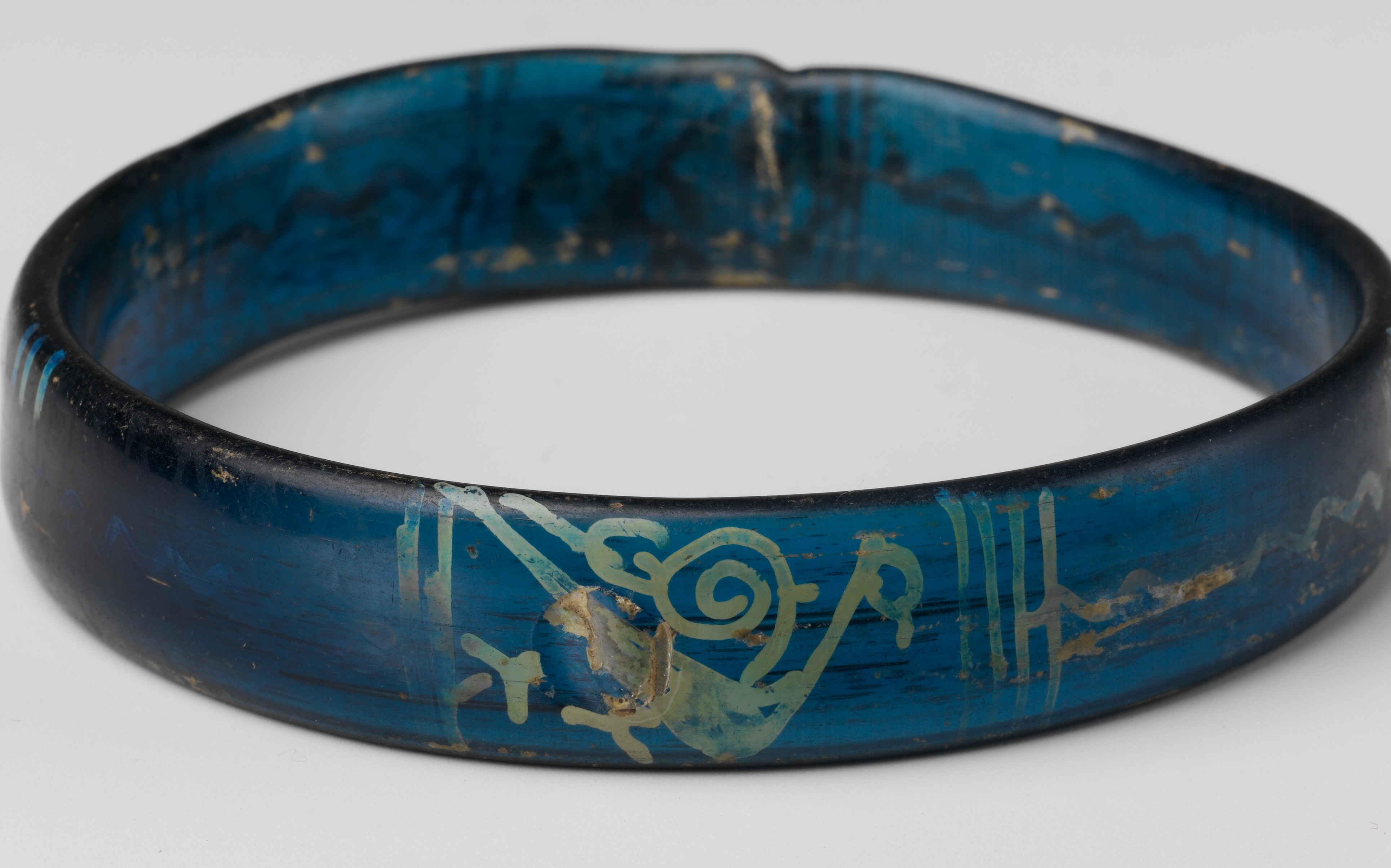
Bracelet byzantin coloré à l’argent datant de 1100-1400 (Metropolitan Museum, New York).

Vers le milieu de la période byzantine, les artisans verriers adoptèrent la technique dite de coloration à l’argent qui avait cours dans le monde arabe. Ce genre de verre est obtenu en appliquant un composé métallique mélangé à un support d’argile ou d’ocre à la surface d’un objet de verre. La pièce est ensuite mise au feu, faisant fondre la pâte de verre. Il en résulte une désintégration de l’enduit du mélange et son intégration dans l’objet de verre lui-même produisant ainsi un effet irisé. Dépendant de la nature du mélange et du support, ce procédé permet d’obtenir une grande variété de couleurs. Utilisé par les Arabes dès la fin du VIIIe siècle en Égypte, il faudra attendre le siècle suivant pour voir son adoption par les Byzantins. Ce procédé a surtout été utilisé entre le Xe siècle et le XIIIe siècle pour la production de bracelets de verre dont on a retrouvé des exemplaires à travers le monde byzantin tant en Grèce continentale qu’en Anatolie. Le meilleur exemple de ce procédé est l’inscription à l’intérieur du magnifique vase dit de San Marco datant de la Renaissance macédonienne au Xe siècle. 
On a également découvert divers fragments de vitraux utilisant cette technique. Mais bien qu’utilisée dans l’Empire byzantin, elle ne s’y avéra pas aussi populaire qu’en Europe médiévale. Néanmoins elle peut expliquer comme cette technique fut transmise du monde arabe au monde européen.